# Comitato Olimpico della Macedonia del Nord
Il Comitato Olimpico della Macedonia del Nord (mac. Олимписки комитет на Северна Македонија, Olimpiski komitet na Severna Makedonija) è un'organizzazione sportiva macedone, fondata nel 1992 a Skopje, Macedonia del Nord.
Rappresenta questa nazione presso il Comitato Olimpico Internazionale (CIO) dal 1993 ed ha lo scopo di curare l'organizzazione ed il potenziamento dello sport in Macedonia del Nord e, in particolare, la preparazione degli atleti macedone, per consentire loro la partecipazione ai Giochi olimpici. Il comitato, inoltre, fa parte dei Comitati Olimpici Europei.
L'attuale presidente dell'organizzazione è Vasil Tupurkovski, mentre la carica di segretario generale è occupata da Saso Popovski.